# ベルント・ショルツ
ベルント・ショルツ（Bernd Scholz, 1911年2月28日 - 1969年9月22日）は、ドイツの作曲家。
シュレージエンのノイシュタット（現ポーランド・オポーレ県プルドニク）出身。幼いころから作曲家をめざし、12歳で最初の曲を作った。その後ベルリンに出て作曲を学び、ラジオ劇や映画音楽を手掛けた。第二次世界大戦中、ソ連軍の捕虜となり、1950年に帰国できた。帰国後は再びラジオ音楽やテレビ音楽を作曲し、1954年のドナウエッシンゲン音楽祭の開催に尽力した。ジークフリート・ベーレントの日本公演のためにギター協奏曲を作曲している。

## 主な作品

### 管弦楽
- ギター協奏曲「日本協奏曲」
- ピアノ協奏曲

### 室内楽
- フルートとピアノのためのソナチネ
- フルートとピアノのための組曲

### マンドリンオーケストラ
- 極東組曲
- セレナーデ
- ポーランド風ディヴェルティメント